# Södra Cell Mönsterås
Södra Cell Mönsterås är en massafabrik som ingår i Södra Cell som är en del av Södra.
Fabriken ligger cirka 10 km nordost om Mönsterås i Kalmar län och är det äldsta massabruket inom Södra Cell. Fabriken har ca 400 anställda och en årskapacitet på ca 750 000 ton.
Förutom pappersmassa tillverkas också tallolja som sedan förädlas vidare till biobränsle. Den största delen av massan transporteras via anläggningens egen hamn. Övriga transporter sker via järnväg och lastbil.
Bruket producerar också grön el via sina fyra turbiner som drivs av ånga som uppstår under tillverkningsprocessen. Dessutom förser bruket Mönsterås och Blomstermåla med fjärrvärme. Fjärrvärmen används också för att värma upp sågverket Södra Wood Mönsterås som ligger på fabriksområdet.

## Historia
- 1959 stod bruket i Mönsterås klart och hade då en produktionskapacitet på 85 000 årston.
- 1969 hade kapaciteten ökat till 185 000 årston.
- 1979 revs stora delar av den gamla fabriken och en ny byggdes. Den fick en produktionskapacitet på 300 000 årston.
- 1982 började man tillverka lövmassa vid bruket
- 1992 slutade man använda klorgas för att bleka massan och gick över till ozon.
- 1996 byggdes fabriken ut igen och fick nu en årskapacitet på 530 000 årston. Nu byggdes också pelletsfabriken som har en kapacitet på 45 000 årston.
- 1998 byggdes en ny avloppsreningsanläggning.
- 1999 ökades kapaciteten ytterligare en gång, nu till dagens kapacitet på 750 000 årston. Detta år byggs också sågverket Södra Wood Mönsterås som har en årskapacitet på 300 000 m³

- 2000 är Södra Cell Mönsterås världens största en-linjes massabruk för TCF (Totally Chlorine Free) alltså massatillverkning helt utan klorgasblekning.

- 2004 byggdes hamnen ut och fick en kapacitet på drygt 600 fartygsanlöp per år.

- 2006 byggdes en ny kondensturbin vid bruket vilket ökar elproduktionskapaciteten med 260 GWh vilket räcker till hushållsel till drygt 37 000 villor.